# Liste historischer Gasthäuser in Radebeul

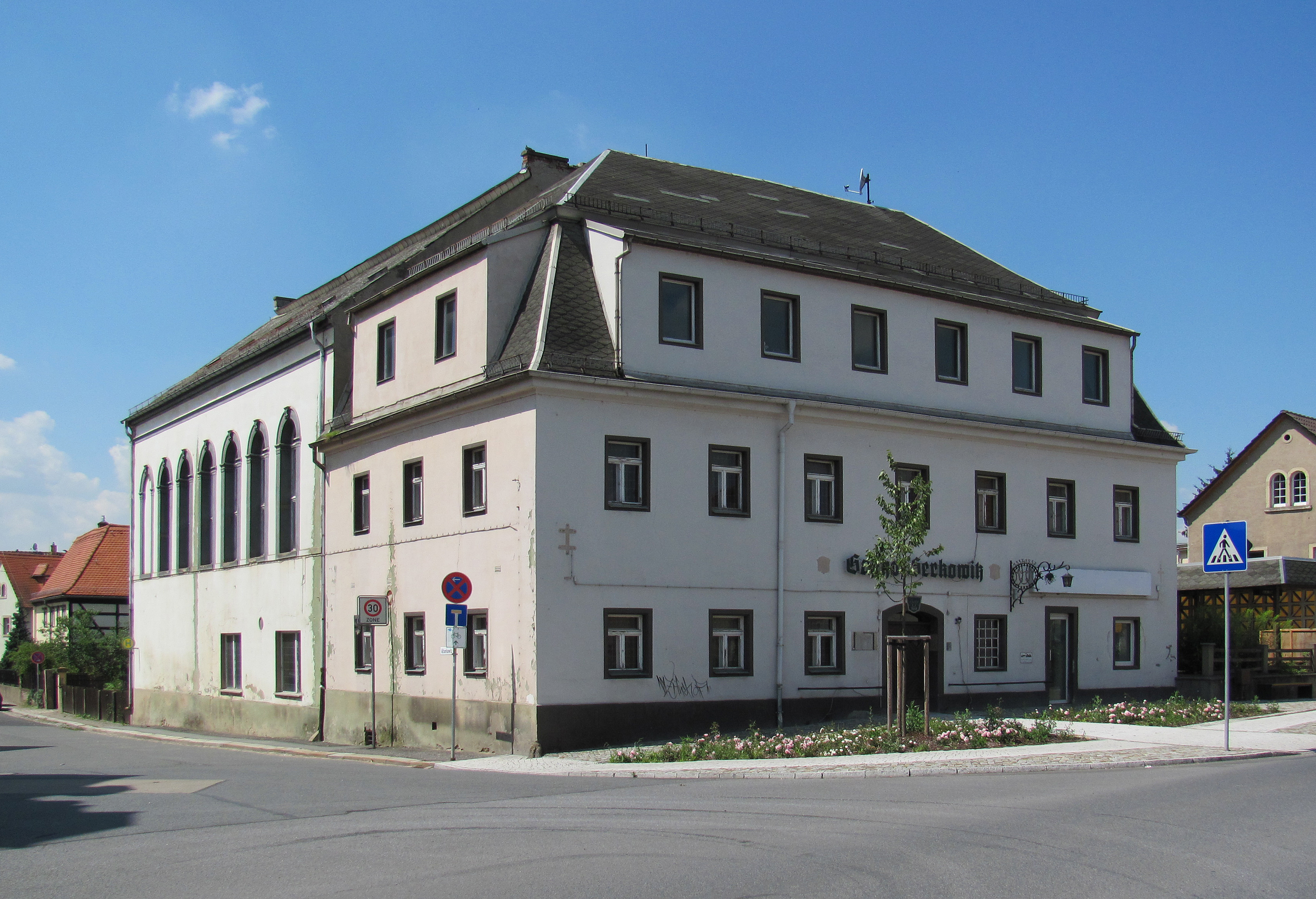
Gasthof Serkowitz, 1337 ersterwähnt, eines der fünf historischen Brauschenkgüter der Lößnitzortschaften.

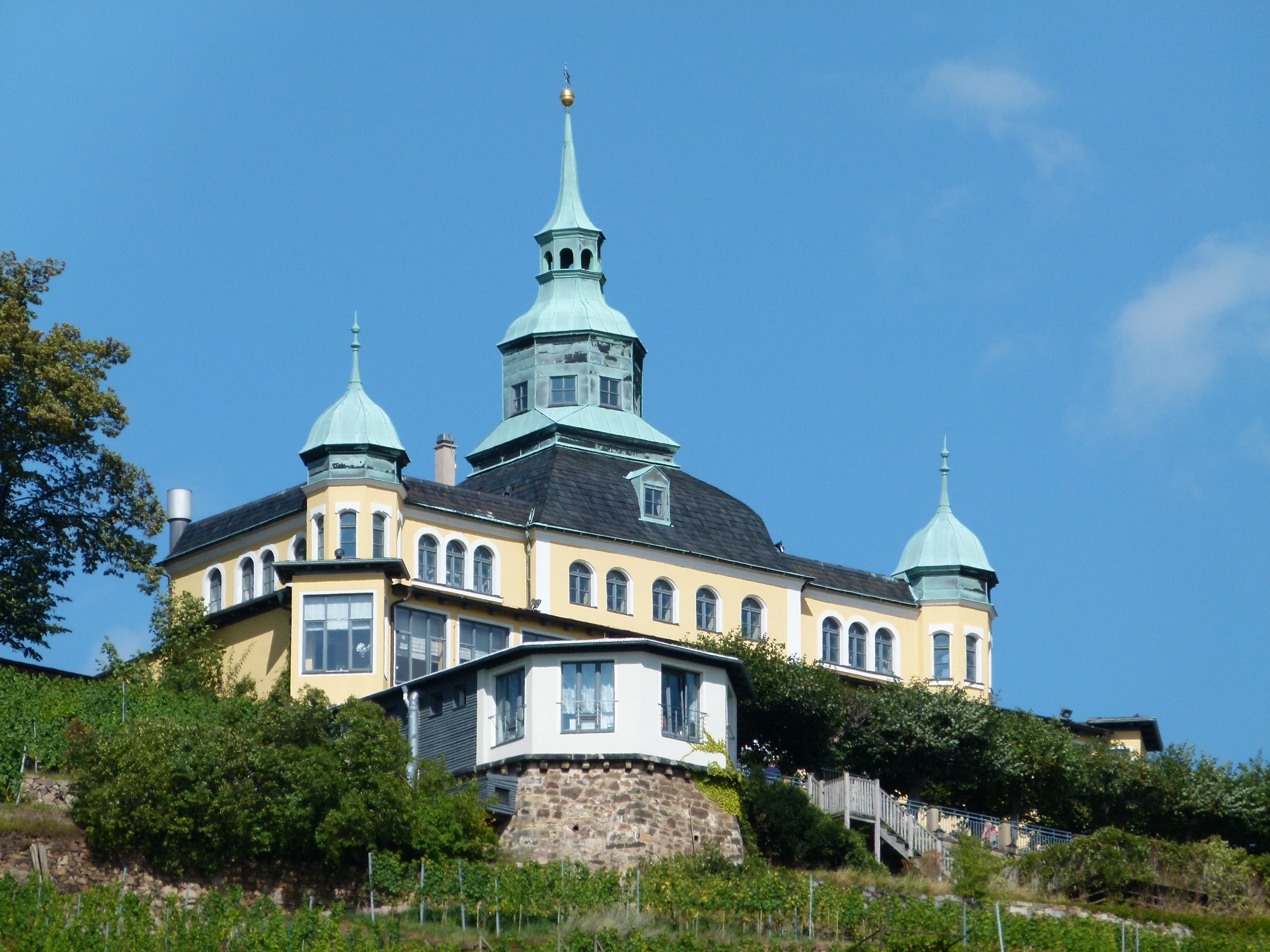
Spitzhaus. Im ursprünglichen Mittelbau übernachteten schon Kaiser Joseph II., Otto von Griechenland, Karl X. von Frankreich und Kronprinz Wilhelm I. von Preußen.

Die Liste historischer Gasthäuser in Radebeul gibt eine Übersicht über historisch bedeutsame Gasthäuser, Gaststätten sowie Hotels auf dem Gebiet der sächsischen Stadt Radebeul.
Aufgeführt sind noch bestehende Betriebe oder deren Gebäude, die entweder unter Denkmalschutz stehen oder standen oder die durch historische Erwähnung der letzten Jahrhunderte aus der noch größeren Menge solcher Gebäude beziehungsweise Betriebe hervortreten. Die davon inzwischen abgegangenen Gebäude finden sich in einer separaten Aufstellung.
Die älteste Bedeutung kommt hierbei den fünf historischen Brauschenkgütern der Lößnitz zu. Der Gasthof Serkowitz wurde bereits 1337 als Erbschänke erwähnt, der Besitzer war Mitglied der Altgemeinde und bekleidete lange das Amt des Ortsrichters. Das Schänkgut war über Jahrhunderte die einzige Bierschänke im Kirchspiel Kaditz. Der Gasthof Naundorf wurde 1349 ersterwähnt, war in den 2000er Jahren im Verfall begriffen und wurde 2012 abgerissen. Der 1479 erwähnte Gasthof Zitzschewig wurde Mitte der 2000er Jahre trotz Denkmalschutz abgebrochen, da er verfallen war. Die beiden Brauschenkengüter in Kötzschenbroda, die Oberschänke und der Goldene Anker, wurden in den ältesten erhaltenen Kötzschenbrodaer Dorfrügen von 1497 erwähnt. Beide sind auch heute noch als Gasthäuser in Betrieb. Neben den Bierbrauschenken in den Dorfkernen gab es aber auch auf den Weinbergsfluren Weinausschänke wie die Winkelschänke im Weingut Liborius, wo die Familie Senfft von Pilsach später ein Herrenhaus errichtete. Auch das Gasthaus Weintraube, aus dem später die „Gold'ne Weintraube“ werden sollte und in einen Teil des Gebäudes noch später die Landesbühnen Sachsen einzogen, fing ursprünglich als Weinschank ohne Konzession an.
Teilweise wurden die Gasthäuser gar nicht als Gasthaus errichtet, so das Spitzhaus, das erst ein Weinbergsgebäude, dann ein Lustschloss der Wettiner war und das seit Ende des 19. Jahrhunderts ein Restaurant beherbergt. Auch die Alte Apotheke am Anger von Kötzschenbroda wurde ursprünglich als Apotheke für eine andere Verwendung genutzt. Andersherum dienen ehemalige Gaststätten- beziehungsweise Restaurantgebäude heute anderen Zwecken, so Schloss Wettinshöhe oder das Kurhaus Wettin, die beide zu Wohnzwecken umgewandelt wurden, oder das Albertschlösschen, das als Restaurant mit Konditorei errichtet wurde, heute jedoch das Stadtarchiv von Radebeul beherbergt. Die Lößnitzperle, um 1860 als Bahnhofshotel errichtet, ist heute ein Wohn- und Geschäftshaus, während der ehemalige Herrensitz Sorgenfrei heute als Hotel und Restaurant genutzt wird.
Von weniger als einem Dutzend regulärer Schankwirtschaften um das Jahr 1800 herum stieg die Zahl der Ausflugs- und Balllokale, Berggaststätten, Schänken, Einkehrstätten und Cafés auf dem Gebiet der Lößnitz bis auf über 60 im Jahr 1897, trotz erheblicher Auflagen für die Bewilligung der Konzession. Trotz Erstem Weltkrieg und Hyperinflation stieg die Zahl in den beiden Städten Kötzschenbroda und Radebeul, ohne die Gemeinden Oberlößnitz und Wahnsdorf, laut Adressbuch von 1927 bis auf an die 80 an. Erst die Verwahrlosung, die zu zahlreichen Schließungen aus hygienischen Gründen führte, die Umwandlung in betriebliche Objekte und verändertes Freizeitverhalten zu DDR-Zeiten führte zu einem ab den 1950er Jahren beschleunigten Gaststättensterben.

## Legende
Die in der Tabelle verwendeten Spalten listen die im Folgenden erläuterten Informationen auf:
- Name, Bezeichnung: Bezeichnung des einzelnen Objekts.
- Adresse, Koordinaten: Heutige Straßenadresse, Lagekoordinaten.

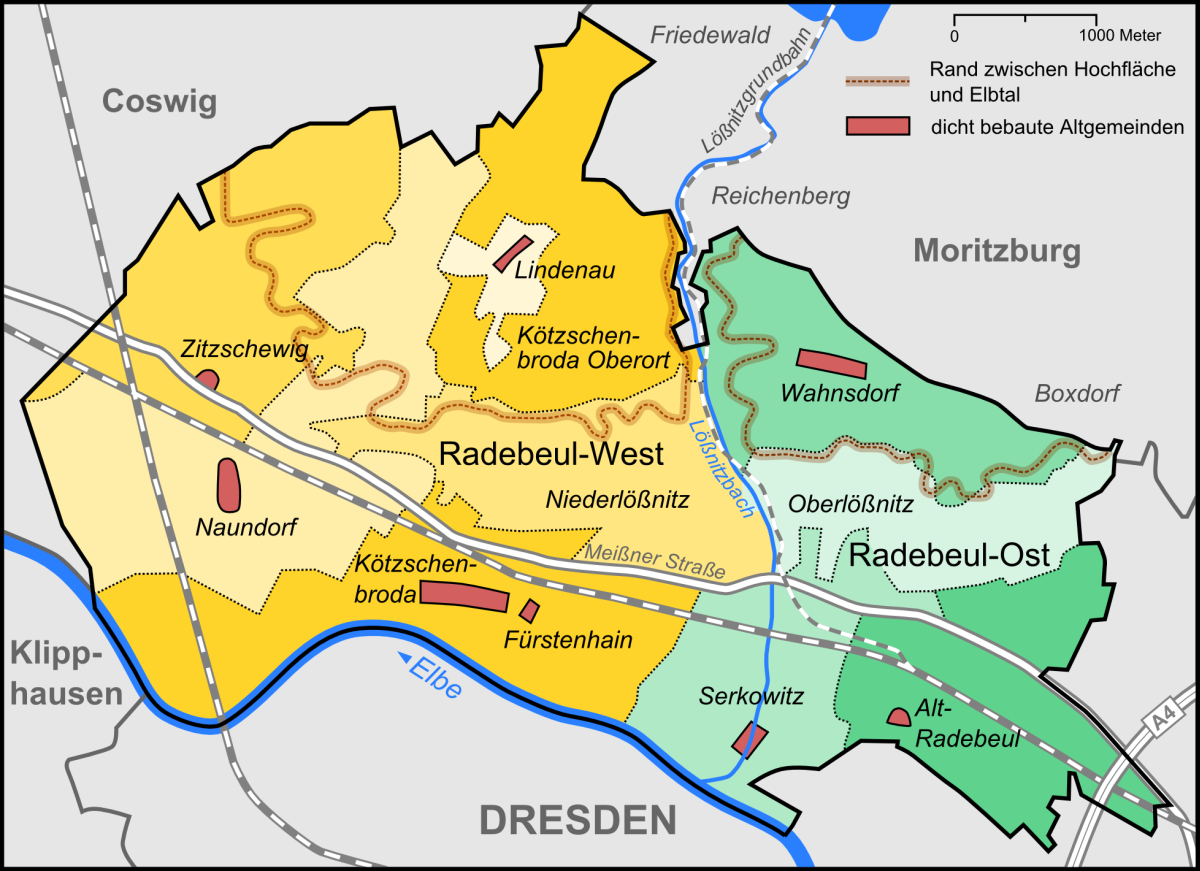
Übersicht über die Lage der Radebeuler Stadtteile

- Stadtteil: Heutiger Radebeuler Stadtteil, so wie in der nebenstehenden Karte dargestellt.
  - FUE: Fürstenhain
  - KOE: Kötzschenbroda
  - KOO: Kötzschenbroda-Oberort
  - LIN: Lindenau
  - NAU: Naundorf
  - NDL: Niederlößnitz
  - OBL: Oberlößnitz
  - RAD: Alt-Radebeul
  - SER: Serkowitz
  - WAH: Wahnsdorf
  - ZIT: Zitzschewig
- Datum: Besondere Baujahre, so weit bekannt oder ableitbar, teilweise auch Datum der Ersterwähnung der Liegenschaft.
- Baumeister, Architekten: Baumeister, Architekten und weitere Kunstschaffende.
- Art des Kulturdenkmals, Bemerkung: Nähere Erläuterung über den Denkmalstatus, Umfang der Liegenschaft und ihre Besonderheiten.

Abkürzungsverzeichnis:
- ED: Das Objekt ist ein Einzeldenkmal.
- SG: Das Objekt ist Teil einer denkmalpflegerischen Sachgesamtheit.
- WLG: Das Objekt ist ein Werk der Landschafts- und Gartengestaltung.

Demnach sind:
- ED SG WLG: Ausgewiesene Einzeldenkmale als Teile einer umfangreicheren Sachgesamtheit innerhalb eines Werks der Garten- und Landschaftsgestaltung.
- ED WLG: Ausgewiesene Einzeldenkmale innerhalb eines Werks der Garten- und Landschaftsgestaltung.

- Bild: Foto des Hauptobjekts.

## Historische Gasthäuser, Gaststätten und Hotels
| Name, Bezeichnung                                                           | Adresse, Koordinaten                                 | Stadtteil | Datum                                                      | Baumeister, Architekten                                                                          | Art des Kulturdenkmals, Bemerkung | Bild |
| --------------------------------------------------------------------------- | ---------------------------------------------------- | --------- | ---------------------------------------------------------- | ------------------------------------------------------------------------------------------------ | --- | --- |
| Schwarze Seele                                                              | Altkötzschenbroda 19 (Lage)                          | KOE       | 1839                                                       |                                                                                                  | ED. Wohnhaus mit Gaststätte | Schwarze Seele |
| Oberschänke                                                                 | Altkötzschenbroda 39 (Lage)                          | KOE       | 1497 Ersterwähnung, 1560, Mitte 18. Jh.                    | Traugott Große (Umbau), Gebrüder Große (Umbau)                                                   | ED. Gasthof (auch Wohnhaus) mit Nebengebäuden. 1869 durch Braumeister Julius Große erworben, bis 1965 in Familienbesitz. Eines der fünf historischen Brauschenkengüter der Lößnitz | Die Oberschänke, vom Anger von Altkötzschenbroda aus                                                                |
| Alte Apotheke                                                               | Altkötzschenbroda 48, 48a-d (Lage)                   | KOE       | um 1760                                                    |                                                                                                  | ED. Ehemalige Apotheke. Wohnhaus mit Gaststätte, Seitengebäude und Torpfeilern eines Bauernhofs | Gasthaus Alte Apotheke                                                                                              |
| Weinstube „Zur grünen Linde“, Dreiseithof Altkötzschenbroda 59/59a          | Altkötzschenbroda 59, 59a-b (Lage)                   | KOE       | 1724, 1864/65, 1871                                        | Moritz Große (Stall, Salon)                                                                      | ED. Wohnhaus und Seitengebäude eines Dreiseithofs, 1871 Anbau des „Restaurationssalons“ | Dreiseithof Altkötzschenbroda 59/59a/59b                                                                            |
| Goldener Anker, Niederschänke, Niederkretzscham                             | Altkötzschenbroda 61 (Lage)                          | KOE       | 1497 Ersterwähnung, 18. Jh. (im Kern)                      | August Große, Moritz Große                                                                       | ED. Gasthaus mit Nebengebäuden. Eines der fünf historischen Brauschenkengüter der Lößnitz | Goldener Anker |
| Großes Weinstuben                                                           | Altkötzschenbroda 64 (Lage)                          | KOE       | 1876/77 Gebäude, 1882 Weinstuben, 1950er J. (Sgraffito)    | Moritz Große, Hermann Glöckner (Sgraffito)                                                       | ED. Gasthaus (Weinstuben). Bewohner: Julius Große | Gasthaus „Großes Weinstuben“                                                                                        |
| Kleines Kuffenhaus                                                          | Altkötzschenbroda 68 (Lage)                          | KOE       | 1. H. 19. Jh., Seitengebäude um 1910                       |                                                                                                  | ED. Wohnstallhaus und Seitengebäude eines ehemaligen Bauernhofs, ehemals Gasthaus | Kleines Kuffenhaus                                                                                                  |
| Gasthof zu Lindenau                                                         | Altlindenau 16 (Lage)                                | LIN       | 1639 Ersterwähnung                                         |                                                                                                  | Kein Denkmalschutz. Als Einhufengut mit Schankberechtigung war es der größte Hof von Lindenau, „als ältestes Weingut der Lößnitzhöhen bereits 1639 erwähnt“. | Gasthof zu Lindenau                                                                                                 |
| Restaurant „Thalmühle“, Talmühle                                            | Altserkowitz 12/13 (Lage)                            | SER       | 1337                                                       |                                                                                                  | Kein Denkmalschutz. Grundstück der ehemaligen Talmühle (1337 erwähnt, erste Wassermühle am Lößnitzbach). 1872 abgebrochen und durch Villa ersetzt, in der sich von 1895 bis 1945 eine Gaststätte befand. | Restaurant „Thalmühle“, Ansichtskarte                                                                               |
| Gasthof Wahnsdorf                                                           | Altwahnsdorf 56 (Lage)                               | WAH       | 1620 Ersterwähnung, 1870                                   |                                                                                                  | Kein Denkmalschutz. Gasthof, 1870 neu aufgebaut, danach mehrfach erweitert. Heute Pension | Gasthof Wahnsdorf                                                                                                   |
| Wilhelmshöhe                                                                | An der Wilhelmshöhe 10 (Lage)                        | WAH       | um 1860, Pavillon um 1900                                  |                                                                                                  | ED. Gasthof, Hauptgebäude mit seitlichem Pavillon. Direkt nördlich stand ein Ziegelbrennofen von Christian Gottlieb Ziller | Wilhelmshöhe |
| Wettinshöhe                                                                 | Auerweg 2, 2a (Lage)                                 | ZIT       | 1879/80                                                    | Gebrüder Ziller (Umbau)                                                                          | ED WLG. Ehemaliges Berggasthaus, dann Villa, mit Remise, Portalanlage, Einfriedung, Alleen, kleines Gärtnerhaus (Nr. 2a), Weinberg | Haus Wettinhöhe |
| Lößnitzschlösschen, Mietshaus August-Bebel-Straße 20                        | August-Bebel-Straße 20 (Lage)                        | RAD       | 1895, 1898, 1906                                           |                                                                                                  | ED. Mietshaus mit Nebengebäude, in Ecklage. Ehemals Gaststätte | Ehemalige Gaststätte Lößnitzschlösschen                                                                             |
| Gasthof „Zum Römer“                                                         | August-Bebel-Straße 30, Maxim-Gorki-Straße 40 (Lage) | OBL       | um 1834, Ende 19. Jh.                                      |                                                                                                  | ED. Zwei Gebäude eines Gasthofs | Gaststätte Zum Römer                                                                                                |
| Haus Sorgenfrei                                                             | Augustusweg 48 (Lage)                                | OBL       | frühes 18. Jh., 1783–1789                                  | Johann August Giesel                                                                             | ED SG WLG. Herrensitz mit schlossartigem Herrenhaus (Zopfstil), Nebengebäude (Gärtnerhaus, Saalbau mit Hintergebäude, Scheune), Garten- bzw. Parkanlage vor und hinter den Gebäuden, Einfriedung mit Toranlage. Heute Hotel und Restaurant. Besitzer, Bewohner: Christian Friedrich von Gregory, Alfred Tischer, Erhard Hippold, Gussy Hippold-Ahnert, Robert Thren, Rudolf Pätzold. Radebeuler Bauherrenpreis 2000 | Haus Sorgenfrei: Hotel und Restaurant                                                                               |
| Gastwirtschaft Walthers Weinberg, Saalbau Fiedlerhaus                       | Augustusweg 114, 114a-g, 116, 116a (Lage)            | OBL       | um 1715, 1880, 1893 umgebaut                               | Gebrüder Ziller (Saalbau)                                                                        | ED. Zeitweise Städtisches Krankenhaus Dresden-Neustadt, Gebäude eines ehemaligen Weinguts und Saalbau (ehem. Sommerhaus). 1839 Gründungslokal der Gemeinde Oberlößnitz (Vorgängerbau) | Fiedlerhaus in Radebeul, Saalbau                                                                                    |
| Wohn- und Geschäftshaus August Döbler, Culmbacher Hof, Palasttheater (Kino) | Bahnhofstraße 7 (Lage)                               | KOE       | 1895/96                                                    | Fritz Mühlberg                                                                                   | ED. Wohn- und Geschäftshaus in geschlossener Bebauung | Culmbacher Hof |
| Lößnitzperle                                                                | Bahnhofstraße 11 (Lage)                              | KOE       | um 1860                                                    | Moritz Große                                                                                     | ED. Ehemaliges Bahnhofshotel, dann Gaststätte, heute Geschäftshaus | Lößnitzperle |
| Max Gießmanns Restaurant zum Badhotel                                       | Burgstraße 2 (Lage)                                  | NDL       | 1720, 1791, 1862/63, 1884/85                               | Adolf Neumann (Aufstockung)                                                                      | ED. Ehemalige Winzerhäuser, ehemaliges Restaurant mit Hotelbetrieb und öffentlichem Wannenbad, 1919 zum Wohnhaus umgebaut. Zur Wasserversorgung wurde der Gießmannsche Tunnel gebaut. | Ehemaliges Badhotel                                                                                                 |
| Charlotte K., Wohnstallhaus Coswiger Straße 23                              | Coswiger Straße 23 (Lage)                            | ZIT       | 18. Jh.                                                    |                                                                                                  | ED. Wohnstallhaus, heute Restaurant und Pension. Radebeuler Bauherrenpreis 2008 | Wohnstallhaus Coswiger Straße 23                                                                                    |
| Gasthaus „Zum Jägerhof“                                                     | Dr.-Rudolf-Friedrichs-Straße 27 (Lage)               | NDL       | um 1750, 1891/92                                           | Adolf Neumann (Umbau)                                                                            | ED. Ehemaliger Gasthof mit späteren Erweiterungsbauten | Ehemaliges Gasthaus „Zum Jägerhof“                                                                                  |
| Zur Flora                                                                   | Dr.-Rudolf-Friedrichs-Straße 31 (Lage)               | NDL       | um 1890                                                    |                                                                                                  | ED. Ehemaliges Gasthaus | Ehemaliges Gasthaus Zur Flora                                                                                       |
| Sennhütte, Weingut Finstere Gasse 4                                         | Finstere Gasse 4 (Lage)                              | NDL       | 2. H. 18. Jh., 1914–1916                                   | Max Eysoldt                                                                                      | ED. Wohnhaus, Seitengebäude, Garage und Torpfeiler eines ehemaligen Weingutes. Etwa 1878 bis 1913 Betrieb der Sennhütte. | Wohnhaus Finstere Gasse 4                                                                                           |
| Albertschlösschen                                                           | Gohliser Straße 1 (Lage)                             | SER       | 1875/77                                                    | Gebrüder Ziller (Entwurf), F. W. Eisold (Bau)                                                    | ED. Ehemaliges Gasthaus, dann Fabrikgebäude, mit Turm und Seitengebäude, heute als Stadtarchiv genutzt | Albertschlösschen                                                                                                   |
| Kurhaus Wettin, Haus Haideberg                                              | Haidebergstraße 20 (Lage)                            | OBL       | 1908/09                                                    | F. W. Eisold, Oskar Menzel (Entwurf)                                                             | ED. Ehemaliges Gasthaus, zeitweise Krankenhausgebäude des Krankenhauses Dresden-Neustadt, mit Brunnenhaus, heute Wohnhaus | Kurhaus Wettin |
| Gasthof „Zum Russen“                                                        | Hauptstraße 47 (Lage)                                | OBL       | um 1700, um 1806, 19. Jh.                                  |                                                                                                  | ED. Ehemaliges Winzerhaus, dann Gasthof, einschließlich Baumbestand (ehemals Weinanlage) und Eckeinfriedung, heute Wohnhaus | Gasthaus Zum Russen                                                                                                 |
| Zum Paradies                                                                | Höhenweg 1 (Lage)                                    | NDL       | 1827, 1844, 1900, 1938                                     | Adolf Neumann (Anbau), Franz Jörissen (Anbau)                                                    | ED. Ehemaliges Gasthaus mit Nebengebäude und Toranlage | Paradies |
| Sängerhöhe                                                                  | Höhenweg 5 (Lage)                                    | NDL       | um 1800                                                    |                                                                                                  | ED. Ehemaliges Gasthaus. Hanni Weisse | Sängerhöhe |
| Weinstube der Hoflößnitz                                                    | Knohllweg 37 (Lage)                                  | OBL       | 1688                                                       |                                                                                                  | ED SG WLG. Ehemalige Kurfürstliche Kellerstube. Ab 1919 Gaststätte, heute Weinstube der Hoflößnitz. | Winzerhaus auf der Hoflößnitz, links schließt sich die Weinstube an                                                 |
| Bürgergarten                                                                | Kötitzer Straße 2 (Lage)                             | KOE       | 1. H. 19. Jh., 1937 Sgraffito                              | Hermann Glöckner (Sgraffito)                                                                     | ED. Gasthaus mit Anbau | Zum Bürgergarten |
| Gasthof Serkowitz                                                           | Kötzschenbrodaer Straße 39 (Lage)                    | SER       | 1337 Ersterwähnung, 1869 Schlussstein                      |                                                                                                  | ED. Gasthof mit Ballsaal. Eines der fünf historischen Brauschenkengüter der Lößnitz | Gasthof Serkowitz, links Altserkowitz                                                                               |
| Grundmühle                                                                  | Lößnitzgrundstraße 37 (Lage)                         | WAH       | 1461 Mühle, um 1820 (im Kern), Umbauten bis 1900           | Carl Käfer                                                                                       | ED. Ehemaliges Mühlengebäude, später als Gasthaus genutzt | Grundmühle: Ehemaliges Restaurantgebäude mit Veranda, links das ehemalige Mühlengebäude, heute als Gasthaus genutzt |
| Meierei                                                                     | Lößnitzgrundstraße 82/84 (Lage)                      | KOO       | 1547 Mühle, 1881                                           | Gebrüder Ziller (Umbau)                                                                          | ED. Ursprünglich Mahl- und Schneidemühle, später Gaststätte. Heute hauptsächlich Privathaus mit Sommerbewirtschaftung | Meierei, Hauptgebäude                                                                                               |
| Winkelschänke, Haus Liborius                                                | Ludwig-Richter-Allee 21 (Lage)                       | NDL       | 1633 Liborius, 1805                                        |                                                                                                  | ED. Herrenhaus eines ehemaligen Weinguts. Dort im 18. Jahrhundert Winkelschänke. Besitzer: J. G. Meißner, Senfft von Pilsach | Haus Liborius |
| Lindenhof                                                                   | Maxim-Gorki-Straße 18 (Lage)                         | OBL       | 1715 Weingut, 1789, 1947, seit 1998                        | Paul Löffler (Umbau)                                                                             | ED WLG. Winzerhaus mit südlich vorgelagertem Garten (ehemals Weinanlage) und Einfriedung. Um 1853 Erwähnung als Gastwirtschaft „Lindenhof“, nach 1908 bis 1945 Kinderhaus Oberlößnitz | Lindenhof |
| Wald-Kasino „Friedrich-von-Heyden-Haus“                                     | Meißner Straße 30 (Lage)                             | RAD       | 1924, 1934                                                 | Max Kühne                                                                                        | ED. Arzneimittelwerk Dresden, Chemische Fabrik v. Heyden. Mehrzweckgebäude (Nr. 30) mit Speisesaal | Chemische Fabrik v. Heyden, Friedrich-von-Heyden-Haus                                                               |
| Gasthaus & Pension „Zu den Linden“                                          | Meißner Straße 64 (Lage)                             | RAD       | 1892                                                       |                                                                                                  | Kein Denkmalschutz. Gasthaus seit 1897. Der Eigentümer und Konditor Erich Weber betrieb von dort aus seinen Internationalen Konditorei-Fachverlag. Die heutigen Betreiber führen seit 2013 auch die Meierei. | Gasthaus & Pension „Zu den Linden“                                                                                  |
| Gasthof „Weißes Roß“                                                        | Meißner Straße 148 (Lage)                            | SER       | 1786 oder 1788/1789                                        |                                                                                                  | ED. Gasthaus mit Stallungen und Nebengebäude, in Ecklage | Gasthof „Weißes Roß“                                                                                                |
| Gasthof „Goldene Weintraube“ mit Stammhaus der Landesbühnen Sachsen         | Meißner Straße 152 (Lage)                            | NDL       | 1713 Huttermannscher Weinberg, 1815 Konzession, 1847, 1935 | Gebrüder Kießling (Umbau)                                                                        | Kein Denkmalschutz. Gasthof Goldene Weintraube, mit Stammhaus der Landesbühnen Sachsen. 1839 Gründungslokal der Gemeinde Niederlößnitz. Besitzer: Friedrich Wilhelm Eisold | Goldne Weintraube, Postkarte von 1897                                                                               |
| Wohn- und Geschäftshaus „Café Schiller“                                     | Meißner Straße 154 (Lage)                            | NDL       | 1903–1905                                                  | Adolf Neumann                                                                                    | ED. Mietshaus mit Laden und Café, in Ecklage | Wohn- und Geschäftshaus „Café Schiller“                                                                             |
| Kaiserbrauerei                                                              | Meißner Straße 318 (Lage)                            | NAU       | 1878                                                       |                                                                                                  | Kein Denkmalschutz. 1910 geschlossen, heute Wohngebäude | Ehemalige Kaiserbrauerei                                                                                            |
| Traiteurhaus                                                                | Mittlere Bergstraße 4 (Lage)                         | NDL       | 18. Jh., Wirtschaftsgebäude 1802, Scheune um 1940          |                                                                                                  | ED SG WLG. Winzerhaus (Speisewirtschaft, traiteur: franz. für Gastwirt) mit Wirtschaftsgebäude und Nebenanlage (Scheune). Zu Schloss Wackerbarth gehörig | Traiteurhaus |
| Gasthof Drei Linden                                                         | Mittlere Bergstraße 87 (Lage)                        | ZIT       | um 1620                                                    |                                                                                                  | Kein Denkmal. Nach Abbruch des Saals in den 1920er Jahren als Wohnhaus genutzt, nach 2011 abgebrochen | Gasthof Drei Linden, 1903                                                                                           |
| Wettin-Haus                                                                 | Moritzburger Straße 1 (Lage)                         | KOE       | 1897/98, 1912                                              | F. A. Bernhard Große                                                                             | ED. Wettinhaus. Wohn- und Geschäftshaus in Ecklage. Bis 1916 mit Bierstube, die sich bereit in dem Vorgängerbau von 1864 befand | Wettin-Haus |
| Restaurant Weinhaus, Sektkellerei Bussard                                   | Moritzburger Straße 44 (Lage)                        | NDL       | um 1830, um 1930 umgebaut                                  |                                                                                                  | ED. Ehemalige Sektkellerei, später auch Restaurant | Sektkellerei Bussard, Lithografie-Postkarte von vor 1900, links die Moritzburger Straße                             |
| Zur Erholung                                                                | Moritzburger Straße 91 (Lage)                        | KOO       | 1881, 1898                                                 | Moritz Große, Alfred Große                                                                       | ED. Gasthaus | Gasthaus Zur Erholung                                                                                               |
| Zum Kalkulator                                                              | Neue Straße 14/15 (Lage)                             | KOE       | 1877                                                       |                                                                                                  | Kein Denkmalschutz. Gasthof, 1877, heute ein Wohnhaus. Eigentümer: Carl Reinhardt | Gasthausgebäude Zum Kalkulator, heute ein Wohnhaus                                                                  |
| Friedensburg                                                                | Obere Burgstraße 6 (Lage)                            | NDL       | 1870/71, 1900, 1925–1927                                   | Gebrüder Ziller, F. A. Bernhard Große, Alfred Tischer                                            | ED. Derzeit geschlossenes Gasthaus mit Terrasse, Torpfeiler und Mauern eines ehemaligen Weinguts; als Wohnhaus genutzt. Max Strauß | Friedensburg mit Trockenmauersanierung und anschließender Neuaufrebung (2008) im Steinrücken                        |
| Berggasthaus „Zum Pfeiffer“                                                 | Pfeifferweg 51 (Lage)                                | WAH       | 1825, 1927                                                 | Otto Rometsch (Entwurf Erweiterung), Alwin Höhne (Bau)                                           | ED. Gasthaus mit Verandaanbauten | Berggasthaus „Zum Pfeiffer“ (Ausschnitt)                                                                            |
| Gasthof Rietzschkegrund                                                     | Rietzschkegrund 48 (Lage)                            | ZIT       | 1894/95                                                    | Moritz Große                                                                                     | ED. Markantes Gasthaus mit Nebengebäuden und Einfriedung | Gasthof Rietzschkegrund                                                                                             |
| Gastwirtschaft „Scharfe Ecke“                                               | Robert-Werner-Platz 1/3a (Lage)                      | RAD       | 1843 Reiheschank, 1860 Weinschankrecht                     |                                                                                                  | Kein Denkmalschutz. Älteste noch bestehende Gastwirtschaft in Alt-Radebeul. Im 19. Jh. regelmäßiger Tagungsort des Radebeuler Gemeinderats | Gastwirtschaft „Scharfe Ecke“                                                                                       |
| Knötzsch’s Weinstuben, Wohn- und Geschäftshaus Hermann Knötzsch             | Schildenstraße 17 (Lage)                             | RAD       | 1898/99                                                    | Carl Käfer                                                                                       | ED. Ehemals Restaurantgebäude mit Wohnungen, Gasträume im Hochparterre, mit Einfriedung, heute Wohnhaus | Knötzsch’s Weinstuben                                                                                               |
| Spitzhaus                                                                   | Spitzhausstraße 36 (Lage)                            | OBL       | 1622, 1672, 1749, 1902, 1928                               | Wolf Caspar von Klengel, Matthäus Daniel Pöppelmann, Richard Beyer, Adolf Neumann (Verandaanbau) | ED SG WLG. Ehemaliges Vorwerk, Weinbergshaus, dann kurfürstliches Lustschlösschen, heute als Gasthaus genutzt. Ehemals Teil der Hoflößnitz. Besitzer: Johann Georg I., Freiherr von Rechenberg, Familie von Wolframsdorf, Jacob Heinrich von Flemming, Reichsgräfin von Cosel, August der Starke, August III., weitere Wettiner, Friedrich Herrmann Hennicke. Gäste: Joseph II., Karl X. von Frankreich, Otto I. von Griechenland, Wilhelm I. von Preußen                                                                                          | Spitzhaus |
| Café Lößnitz                                                                | Thomas-Mann-Straße 20 (Lage)                         | NDL       | 1890/95, Anbau 1920er Jahre                                |                                                                                                  | ED. Café mit Anbau | Ehemaliges Café Lößnitz                                                                                             |
| Restauration „Zum Dampfschiff“                                              | Uferstraße 10 (Lage)                                 | KOE       | 1864, 1891/1892                                            | Moritz Große                                                                                     | ED. Ehemals Wartesaal am Dampferanleger, dann Gasthaus | Restauration „Zum Dampfschiff“                                                                                      |
| Schloss Wackerbarth, Wackerbarths Ruh'                                      | Wackerbarthstraße 1, Mittlere Bergstraße (Lage)      | NDL       | 1727–1729, 1743 Jacobstein, 1853 Umbau, 1916/17            | Johann Christoph Knöffel, Matthäus Daniel Pöppelmann, Georg Heinsius von Mayenburg (Umbau)       | ED SG WLG. Sitz des Sächsischen Staatsweinguts. Schloss mit barocker Gartenanlage, Belvedere, Jacobstein, Reste von Gartenplastiken, Einfriedung, Erinnerungstafel und Weinberge einschließlich Weinberg Fliegenwedel. Im östlichen Nebengebäude mit Restaurantbetrieb. Bewohner: Christoph August von Wackerbarth, Joseph Anton Gabaleon von Wackerbarth-Salmour, Christian Friedrich von Gregory, August Josef Ludwig von Wackerbarth, Carl Lang, Elise Polko, Albert von Carlowitz, Johann Georg Theodor Grässe. Radebeuler Bauherrenpreis 2004 | Gasthaus: Östliches Wirtschaftsgebäude mit Tor                                                                      |

## Abgegangene Gasthäuser und Hotels
| Name, Bezeichnung                                     | Adresse                | Koordinaten                       | Stadt- teil | Datum                        | Baumeister, Architekten | Denkmalumfang, Bemerkung | Bild                                                                       |
| ----------------------------------------------------- | ---------------------- | --------------------------------- | ----------- | ---------------------------- | ----------------------- | --- | -------------------------------------------------------------------------- |
| Gasthof Naundorf                                      | Altnaundorf 1          | 51° 06′ 36,5″ N, 013° 36′ 22,5″ O | NAU         | 1349 Ersterwähnung           |                         | Gebäude 2012 abgebrochen. Zu DDR-Zeiten als Teil des Angers Altnaundorf unter Ensembleschutz. Besitzer Patrizierfamilie Kundige. Eines der fünf historischen Brauschenkengüter der Lößnitz                                                                  | „Ehem. Gasthof mit Saal, Nebengebäuden und Garten von Privat zu verkaufen“ |
| Bahnhofs Restaurant, Bahnhofshotel, Radebeuler Krater | Hauptstraße 5          | 51° 05′ 57,5″ N, 013° 40′ 42,3″ O | RAD         | 1865, 1888                   | Moritz Ziller           | Gebäude 1994 abgebrochen, Investruine. Ehemals Bahnhofs-Restaurant, 1888 zum Hotel umgebaut, 1994 abgerissen. Baugrube wird 2013 überbaut | Kein freies Foto vorhanden.                                                |
| Gasthof Zitzschewig                                   | Meißner Straße 420     | 51° 07′ 05,0″ N, 013° 36′ 09,5″ O | ZIT         | 1479 Ersterwähnung, 1791     |                         | Trotz Denkmalschutz in den 2000er Jahren abgebrochen. Ehemals zweigeschossiges Gebäude mit Saalbau, zwischenzeitlich Fabrikgebäude. Eines der fünf historischen Brauschenkengüter der Lößnitz                                                               | Börners Gasthof, aus Ansichtskarte von 1908                                |
| Gasthof Zum Heiteren Blick                            | Moritzburger Straße 31 | 51° 06′ 44,0″ N, 013° 37′ 58,0″ O | NDL         | 1844/46, 1861, 1908 umgebaut |                         | Gebäude 2005 abgebrochen. Realkonzession 1843/44 von der benachbarten Bertramschen Restauration (Winzerstraße 51) übertragen. Ab 1957 Konstruktionsbüro des RAMASCH, ab 1972 Kulturhaus der Druckmaschinenwerker, 1982–1990 HO-Gaststätte, 1991 geschlossen | Gasthof Zum Heiteren Blick                                                 |